# Панамська залізниця

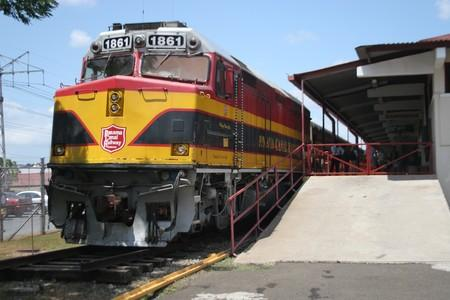
Панамська залізниця

Панамська залізниця (ісп. Ferrocarril de Panamá) — залізнична лінія, що сполучає тихоокеанське узбережжя Республіки Панама з атлантичним. Побудована в 1850 — 1855 роках уздовж Панамського перешийка. Довжина залізниці — 76 км. Маршрут пролягає через столицю країни — місто Панама та місто Колон. Паралельно їй прокладено уведений в експлуатацію 1920 року Панамський канал, для прокладки якого використовувалася залізниця. Пізніше вони багато в чому функціонально дублювали один одного. У 2001 — 2002 роках була реконструйована для підвищення її конкурентоспроможності. Останнім часом перевезення вантажів залізницею обходиться дешевше, ніж на автотранспорті. Залізницею володіють компанії «Канзас-Сіті Санзерн холдинг» (США) та ТОВ Панама-Холдинг.

## Історія
Уперше ідею про будівництво залізниці на місці перетину старих іспанських доріг запропонував Симон Болівар, але реальне фінансування проекту почали фінансові кола США. У болотистій місцевості від хвороб, що переносяться москітами, загинуло чимало найманих робітників. Після закінчення будівництва відбулася перша інтервенція США на територію республіки Колумбія, якій до 1902 року належав Панамський перешийок.